# شهرستان پلاسکی (آرکانزاس)
شهرستان پلاسکی، آرکانزاس (به انگلیسی: Pulaski County, Arkansas) شهرستانی در ایالات متحده آمریکا است که در آرکانزاس واقع شده‌است.

## خصوصیات
شهرستان پلاسکی ۲٬۰۹۲٫۷۲ کیلومترمربع مساحت دارد.